# Downcykling

Symbol downcyklingu

Downcykling – forma przetwarzania wtórnego odpadów, w wyniku którego powstają wyroby o wartości niższej niż wyjściowe, które mogą być traktowane jako wartościowe i funkcjonalne surowce do mniej wymagających zastosowań.
Niższej jakości z reguły towarzyszy też niższa cena. Jest to spowodowane wprowadzaniem zanieczyszczeń do pierwotnego materiału, jak np. dodatek niepożądanych pierwiastków w złomie metali, co może wykluczać uzyskane z surowców wtórnych stopy z zastosowań o wysokiej jakości. Na przykład złom stalowy z pojazdów wycofanych z eksploatacji jest często zanieczyszczony miedzią z przewodów i cyną z powłok. Ten zanieczyszczony złom daje stal wtórną, która nie spełnia specyfikacji dla stali samochodowej i dlatego jest najczęściej stosowana w sektorze budowlanym. Innym przykładem jest produkcja z makulatury papieru o niższej jakości, kartonu lub papieru toaletowego. Odpady poddawane recyklingowi często wymagają dodatkowych chemikaliów, energii i innych zabiegów, aby przekształcić je w coś użytecznego. W szczególności trwałe produkty z tworzyw sztucznych (duroplasty) wymagają dodatkowej obróbki. Kosze na śmieci, stoły i krzesła są również uważane za materiały, których recykling wiąże się z wysokimi kosztami energetycznymi. Końcowym etapem cyklu życia materiału w miarę pogarszania się jego właściwości jest z reguły umieszczenie w składowisku lub spalenie w zakładzie termicznego przetwarzania (tzw. odzysk energetyczny).